# 台湾独立建国連盟

台湾独立建国連盟旗。次の記者会見写真も参照。

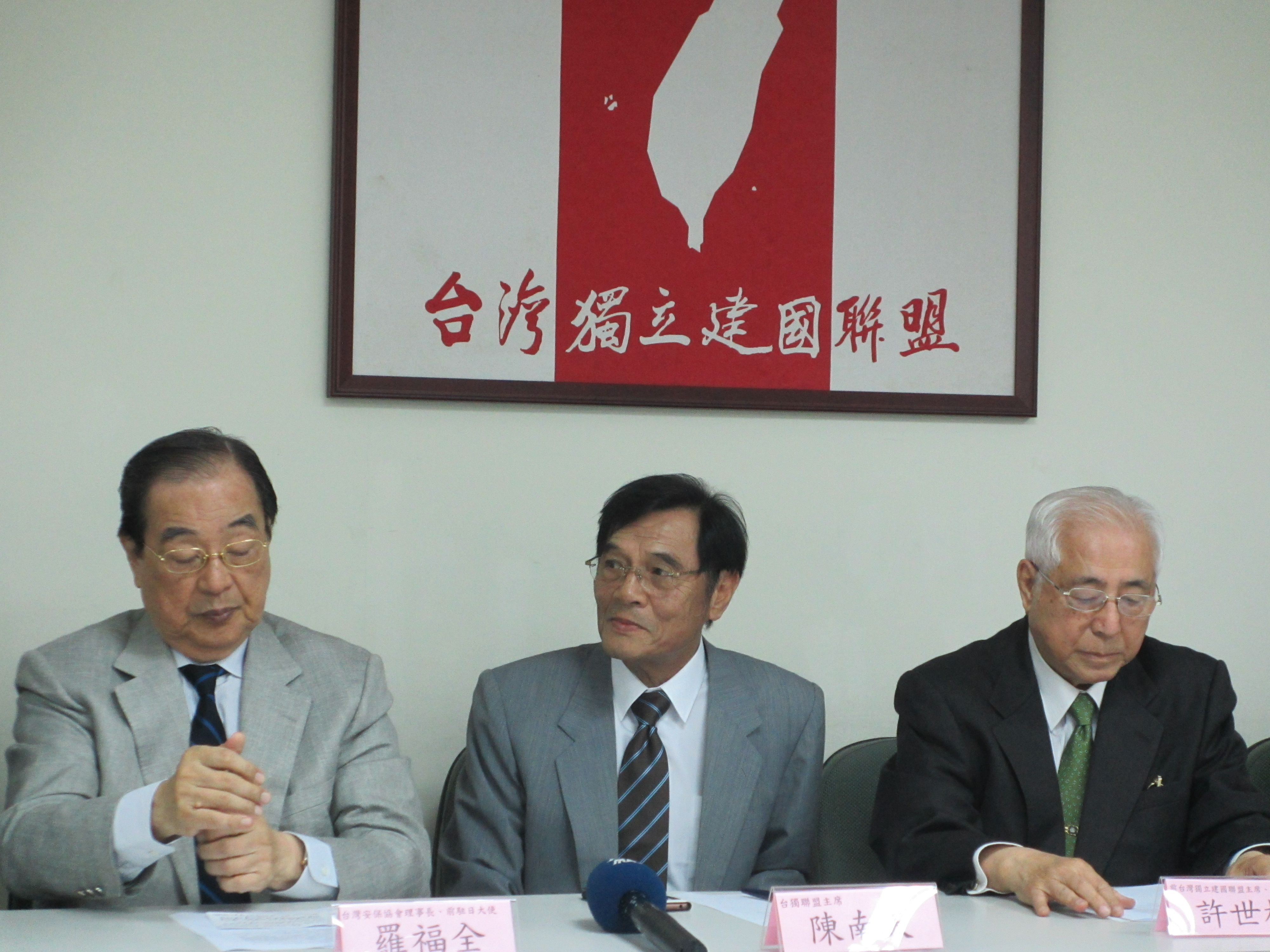
台湾独立建国同盟の記者会見。左から羅福全、陳南天、許世楷。後方に掲げるのは台湾独立建国連盟旗。（2015年4月27日、ボイス・オブ・アメリカ提供）

台湾独立建国連盟（たいわんどくりつけんこくれんめい、繁体字中国語: 台灣獨立建國聯盟、台湾語：Tâi-oân To̍k-li̍p Kiàn-kok Liân-bêng、英語: World United Formosans for Independence）は、中華民国からの台湾独立をめざし独立運動を行う政治団体。WUFI、台独連盟、独盟と略される。
1995年から黄昭堂が総本部主席を務めていた。黄の死去に伴い、2012年以降は陳南天（陳重光）が総本部主席兼台湾本部主席を務めている。

## 概要
1970年1月1日に台湾独立連盟（繁体字中国語: 台灣獨立聯盟、英: World United Formosans for Independence）として結成された。それまで個別に活動していた、日本の台湾青年独立連盟、アメリカの全米台湾独立連盟（UFAI）、ヨーロッパの欧州台湾独立連盟、カナダの台湾人権委員会の各国独立運動組織と台湾島内の台湾自由連盟が合同したもので、総本部をアメリカに置き、初代主席には蔡同榮を選出した。結成直後の1970年4月に構成メンバーの黄文雄（元日本本部委員長とは同姓同名の別人）・鄭自才らによって起こされた蒋経国暗殺未遂事件、変電所爆破による台湾南部大停電、手紙爆弾による政府要人謝東閔の暗殺未遂事件などテロ活動も一部行われた。
1987年5月12日、現在の「台湾独立建国連盟」に改称した。
後年、台湾が民主化された後は台湾に総本部を置き、各国本部と共に独立運動や台湾正名運動を組織した。
日本本部委員長は1970年の初代委員長を許世楷が務め、そののち周英明、林啓旭、黄昭堂、許世楷（再任）、黄昭堂（再任）が務めたあと、1999年から日本在住の評論家の黄文雄が務め、2011年8月より王明理（日本の台湾青年独立連盟の創立の立役者王育徳の娘）が務めた。2021年12月からは林建良が日本本部委員長を務めている。

## 組織

### 歴代総本部主席
- 蔡同栄（1970年 - 1971年）
- 鄭紹良（1971年）
- 彭明敏（1972年）
- 張燦鍙（1973年 - 1987年）
- 許世楷（1987年 - 1991年）
- 張燦鍙（1991年 - 1995年）
- 黄昭堂（1995年 - 2011年11月17日）
- 許世楷（代理、2011年11月17日 - 2012年1月）
- 呉庭和（代理、2012年1月 - 2012年6月7日）
- 陳南天（陳重光（中国語版））（2012年6月7日 - 現在）

### 海外各本部主席
- 米国本部主席：呉明基
- 日本本部委員長：林建良
- カナダ本部主席：張理邦
- 欧州本部主席：盧榮杰
- 南米本部主席：蕭健次